# 17734 Boole
17734 Boole (1998 BW3) là một tiểu hành tinh vành đai chính được phát hiện ngày 22 tháng 1 năm 1998 bởi P. G. Comba ở Prescott.